# Shi (Xin)
Kaiserin Shi (chinesisch 史皇后, Geburtsname unbekannt; * um 1; † unbekannt) war eine Kaiserin der Xin-Dynastie. Ihr Vater war der Beamte Shi Chen (史諶). Sie heiratete den Kaiser Wang Mang im Frühjahr des Jahres 23, als seine Macht bereits schwand. Der Kaiser wollte durch diese Heirat seine Zuversicht beweisen.
Im Herbst 23 fiel die Hauptstadt Chang’an in die Hände von aufständischen Bauern, die sich dem Aufstand der Roten Augenbrauen angeschlossen hatten. Wang Mang fiel auf dem Schlachtfeld vor seinem Palast, dem Weiyang-Schloss. Das weitere Schicksal der Kaiserin Shi ist unbekannt; ihr Vater wurde jedoch von Liu Xiu hingerichtet, obwohl er sich ihm ergeben hatte.
| Personendaten    | Personendaten             |
| ---------------- | ------------------------- |
| NAME             | Shi                       |
| ALTERNATIVNAMEN  | 史皇后                    |
| KURZBESCHREIBUNG | Kaiserin der Xin-Dynastie |
| GEBURTSDATUM     | um 1                      |
| STERBEDATUM      | 1. Jahrhundert            |